# No Surrender (pjesma)
"No Surrender" je pjesma Brucea Springsteena s albuma Born in the U.S.A. iz 1984. Kao kompozicija brzog rock tempa, uključena je na album na inzistiranje Stevena Van Zandta, ali je postala koncertna uspješnica za Springsteena. Postala je poznata diljem svijeta kad ju je 2004. John Kerry, demokratski kandidat na predsjedničkim izborima te godine i Springsteenov obožavatelj, iskoristio kao tematsku pjesmu za svoju kampanju. Iako nije bila jedna od top 10 singlova s albuma, "No Surrender" se probila na ljestvicu mainstream rock pjesama, zauzevši 40. poziciju.

## Koncertne izvedbe
"No Surrender" se tijekom Born in the U.S.A. Toura rijetko pojavljivala, a obično se izvodila u akustičnoj verziji s akustičnom gitarom i usnom harmonikom.
Pjesma se često pojavljivala na Reunion Touru, The Rising Touru i kasnijim turnejama, uključujući Magic Tour. Pjesma je do 2008. izvedena oko 230 puta.

## Vanjske poveznice
- Stihovi "No Surrender"  Arhivirana inačica izvorne stranice od 26. kolovoza 2006. (Wayback Machine) na službenoj stranici Brucea Springsteena